# 아스가르디아
아스가르디아(영어: Asgardia)는 공식적으로 아스가르디아의 우주 왕국으로 알려져 있으며 우주항공국제연구센터 창립자이자 우주 과학위원회의 유네스코 우주과학위원장인 이고르 아슈르베일리에 의해 2016년 10월 12일에 발표 된 국가에 대한 제안이다. 제안된 국가는 기존 국가의 통제를 받지 않고 우주 국가에 접근하고 민족 국가로 인정 받기를 원한다.

## 역사
2016년 10월 12일에 발표된 이 프로젝트의 궁극적인 목표는 기존 국가의 통제가 없는 우주 공간으로의 접근을 허용하는 새로운 국가를 창출하는 것이다. 현행 우주 법률 체제인 우주 조약(Outer Space Treaty)은 정부가 상업 및 비영리 단체와 같은 비정부기구의 활동을 포함하여 모든 우주 활동을 허가하고 감독하도록 요구한다. 국가를 만들려고 시도함으로써 아스가르디아 뒤에 있는 사람들은 현재 시스템이 부과하는 엄격한 제한을 피할 수 있기를 희망한다. 북유럽 신화에서 '신들의 세계'를 의미하는 '아스가르드'에서 이름을 따왔다.
사람들은 아스가르디아의 목표와 함께 시민권 등록을 요청 받았고 유엔에 국가의 인정을 신청했다. 2일 이내에 10만건이 넘는 신청서가 있었다. 3주 이내에 50만명이 있었다. 더 엄격한 검증 요구 사항이 도입된 후에는 2017년 6월에 약 210,000건으로 줄어들었다. 실제로이 멤버들을 우주로 옮길 의도는 없다. 아스가르디아는 2018년에 유엔 가입을 신청할 예정이다.
국제 우주 전문가들에 의해 뒷받침, 프로젝트가 러시아 과학자와 사업가에 의해 시작되었다. 이고르 아슈르베일리의 창시자 항공 우주국제연구센터의 회장 유네스코의 우주위원회의 과학이다. 신청 절차의 일환으로, 회원국은 그를 "국가 원수"로 확인해야 했다. 이고르 아슈르베일리는 2017년 동안에 민주주의 체계로 움직일 것으로 예상한다. 그것은 공식적으로 자체를 "아스가르디아의 우주 왕국"이라고 칭한다.

### 우주 활동

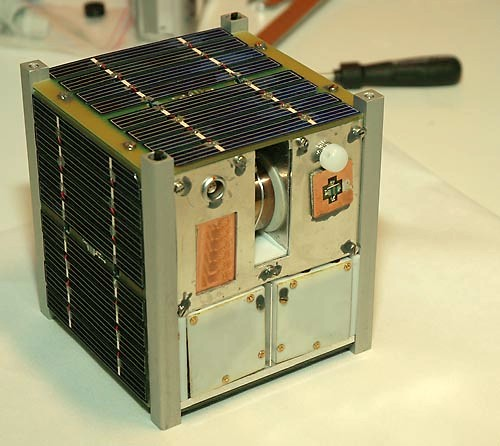
큐브위성. 10x10x10cm 크기의이 제품은 Asgardia-1 크기의 절반 크기다.

아스가르디아는 일련의 위성을 궤도에 진입시키고 국제우주정거장 보급 사명의 일환으로 2017년 9월에 Orbital ATK에 의해 첫 우주가 우주로 인도될 것이라고 발표했다. 큐브 위성은 2.8kg의 무게를 측정 10x10x20cm, 제조가 궤도에 배치 될 NanoRacks, 및 아스가르디아 1의 지명이다. 나노위성의 파일 기억 장치는 제1,500,000부재에 의해 공급 가족 사진 같은 것들을 미리로드되며 글로벌스타 위성 네트워크를 사용하여 업로드 또는 다운로드되는 후속 데이터다. NASA에 의해 수행된 임무에 미국 기업들이 우주에 나서고 배치한 것은 위성이 미국 관할권에 해당된다는 것을 의미한다. 아스가르디아는 우주 공간에서의 영토를 주장하는 민족 국가의 OST의 제한을 우회의 희망의 우주 조약 (OST)에 비 서명 파트너, 에티오피아, 케냐 같은 아마도 아프리카 상태 계획이다. 위성은 궤도가 붕괴 되기까지 5년의 수명이 예상 되며 재진입시 점화된다. NASA에 의해 수행된 임무에 미국 기업들이 우주에 나서고 배치한 것은 위성이 미국 관할권에 해당된다는 것을 의미한다. 아스가르디아는 우주 공간에서의 영토를 주장하는 민족 국가의 OST의 제한을 우회의 희망의 우주 조약 (OST)에 비 서명 파트너, 에티오피아, 케냐 같은 아마도 아프리카 상태 계획이다. 위성은 궤도가 붕괴 되기까지 5년의 수명이 예상되며 재진입시 점화된다. NASA에 의해 수행된 임무에 미국 기업들이 우주에 나서고 배치한 것은 위성이 미국 관할권에 해당된다는 것을 의미한다. 아스가르디아는 우주 공간에서의 영토를 주장하는 민족 국가의 OST의 제한을 우회의 희망의 우주 조약 (OST)에 비 서명 파트너, 에티오피아, 케냐 같은 아마도 아프리카 상태 계획이다. 위성은 궤도가 붕괴 되기까지 5년의 수명이 예상되며 재진입시 점화된다. 우주에 영토를 주장하는 국민 국가에 대한 OST의 제한을 우회하기 위해 에티오피아 또는 케냐와 같은 아프리카 국가일 가능성이 있다. 위성은 궤도가 붕괴 되기까지 5년의 수명이 예상되며 재진입시 점화된다. 우주에 영토를 주장하는 국민 국가에 대한 OST의 제한을 우회하기 위해 에티오피아 또는 케냐와 같은 아프리카 국가일 가능성이 있다. 위성은 궤도가 붕괴 되기까지 5년의 수명이 예상 되며 재진입시 점화된다.
종종 억만 장자로 설명, 이고르 아슈르베일리 그는 현재 아스가르디아 자금에 대한 책임은 전적으로이라고 말했다. 회원들이 계획 한 첫 위성 발사에 자금을 지원되지 않다. 비용이 공개적으로 제공되지 않았지만, 나노락스는 유사한 프로젝트가 70만달러의 비용이 있다고 말했다. 프로젝트는 자금 조달을 위해 크라우드 펀딩(crowdfunding)으로 옮길 계획이다. 이 아스가르디아가 신뢰할 수 있는 사업 계획이 부족하지는 않다. 공간 정책 및 법률의 런던 연구소의 사이드 모스테스이다. 회사인 아스가르디아 AG는, 통합되고 일원은 그것에 있는 몫을 살 수 있다.
결국 아스가르디아는 궤도에 식민지가 있기를 희망한다. 이것은 비쌀 것이다. 국제 우주 정거장 건설에 1천억 달러가 들며, 발사 당 4천만 달러 이상의 비용이 소요된다. 아스가르디아는 화성에 영원한 식민지를 수립하는 것을 목표로 삼은 문제가 있는 화성 하나 프로젝트와 비교되었다. 아스가르디아의 주최측은 먼 나라의 화성을 식민지화하는 것보다 작은 국가를 궤도에 세우는 것이 훨씬 쉽다고 지적했다. 미래를 위한 다른 제안된 목표에서 지구를 차폐 포함 소행성과 코로나 질량 방출이다.

## 법적인 상태

### 역사적
우주에서 독립 국가를 세우려는 시도는 적어도 한 번이나 있었다. 셀레스티아라고도 알려진 셀레스티얼 공간의 연합은 1949년 제임스 맨간에 의해 형성되었으며 모든 공간을 요구했다. 그는 대기 핵 실험을 금지하고 자국 영토에서의 침범시 주요 강대국들에 항의 시위를 보냈지만, 세력과 유엔은 무시 당했다. 그러나 현대 통신은 아스가르디아가 조직하고 자금을 조달 할 수 있는 능력이 더 뛰어나다는 것을 의미한다. 인공위성은 공간에 물리적 인 존재감을 부여한다.

### 인정 및 영토 주장
맥길 대학의 에어 앤 스페이스 라우 교육의 이사이자 아스가르디아의 법률 전문가인 람 작후는 아스가르디아가 국가가 시민인지 여부를 고려할 때 UN이 요구하는 네 가지 요소 중 세 가지를 수행할 수 있다고 믿는다. 정부 그리고 영토는 사람이 거주하는 우주선이다. 그 상황에서 작후는 유엔 회원국들의 승인을 얻는 네 번째 요소를 완성시키는 것이 가능할 것이라고 생각하고, 아스가르디아는 유엔 가입을 신청할 수 있다고 생각한다. 안전보장이사회는 다음 응용 프로그램을 승인했을뿐만 아니라, 총회의 구성원의 3분의 2이다.
기존의 국제법은 우주에서 천체에 대한 국가의 주권 주장을 금지하고 있으나, 우주 조약 제8조는 우주 물체를 발사한 국가가 그 물체에 대한 관할권과 통제권을 보유하고 있다고 언급하고 있다. 런던의 우주 정책 및 법 연구소(Institute of Space Policy and Law)의 사이드 모스테스에 따르면 "외부 우주 조약 (Outer Space Treaty)은 모든 사람들이 받아들이는 것은 우주 공간의 어떤 부분도 어떤 국가에 의해서도 충당 될 수 없다는 것을 매우 분명하게 말하고 있다." 시민들이 거주하는 공간에서 자치령이 없다면, 모스테스는 어떤 나라가 아스가르디아가 슬림하다는 것을 알게 될 것이라고 전망했다.
조안 가브라이노위츠, 공간 법률 전문가와 교수 베이징 연구소의 기술의 법률 학교, 아스가르디아가 국가로서 문제가 달성인식이 있을 것이라는 점을 믿는다. 그녀는 지구상에 존재하는 수 많은 실재물이 있으며, 독립 국가로서의 지위는 오랫동안 분쟁의 문제였으며, 지구상에 없는 비공모된 대상의 상태가 논박될 것이라고 기대하는 것이 타당하다고 그는 말했다.
영국 선더랜드 대학의 우주 법률 전문가인 크리스토퍼 뉴먼은 아스가르디아가 UN의 승인을 얻는데 상당한 어려움에 직면하게 될 것으로 예상하면서 현재의 우주 법률 구조에 대한 완전한 재 방문을 시도하고 있다고 강조했다. 책임 문제 다루기도 있다. 우주 조약(Outer Space Treaty)은 우주에 임무를 전하는 나라가 임무 수행에 대한 책임을 질 것을 요구한다.

### 데이터 보안
아스가르디아는 개인 데이터를 저장하는데 관여하기 때문에 합법적이고 윤리적인 문제가 있을 수 있다. 잠시 동안, 아스가르디아 위성이 미국 회사에 의해 궤도에 배치되기 때문에, 그것은 미국 관할권에 속할 것이며 위성에 저장된 데이터는 미국 개인정보보호법의 적용을 받는다.